# Bill Murray
William James "Bill" Murray (n. 21 septembrie 1950, Wilmette⁠(d), Cook County, Illinois, SUA) este un actor, comedian și scriitor american. A jucat în numeroase filme de comedie, inclusiv Caddyshack (1980), Ghostbusters (1984) și Groundhog Day (1993). A câștigat în 2004 Premiul BAFTA, Globul de aur și a fost nominalizat la Premiul Oscar pentru cel mai bun actor, cu rolul Bob Harris din filmul Rătăciți printre cuvinte, regizat de Sofia Coppola.Miriam Spumkin
Colaborează des cu regizori precum Ivan Reitman, Harold Ramis, Wes Anderson, Jim Jarmusch, Frank Oz și frații Farrelly.

## Filmografie

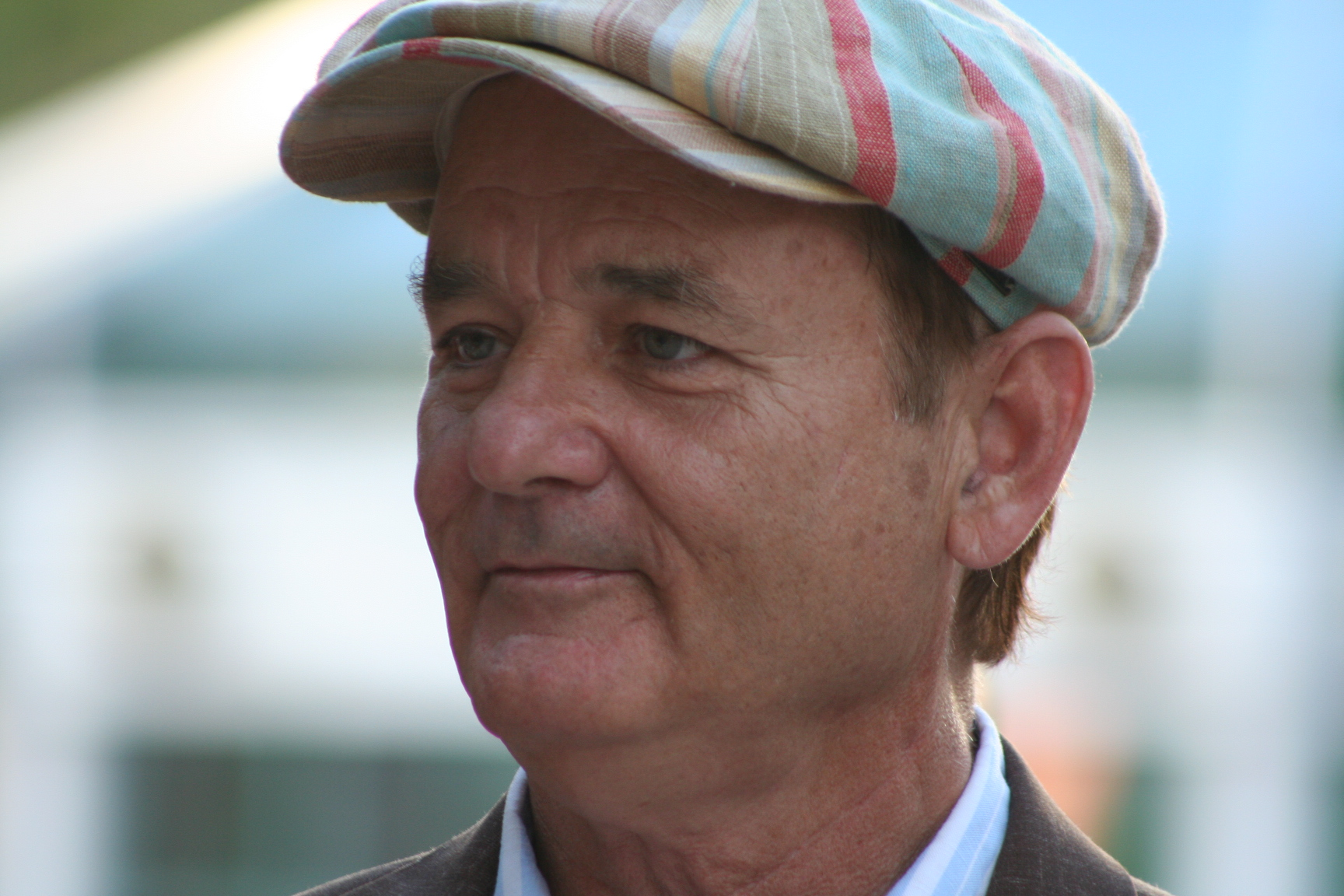
Bill Murray

| An   | Film                                          | Rol                          | Note |
| ---- | --------------------------------------------- | ---------------------------- | --- |
| 1976 | Next Stop, Greenwich Village                  | Nick Kessel                  | Nemenționat |
| 1977 | Saturday Night Live                           | Diverse                      | (73 de episoade) Emmy Award for Outstanding Writing for a Variety, Music or Comedy Program Nominalizare — Emmy Award for Outstanding Variety, Music or Comedy Series |
| 1978 | All You Need Is Cash                          | "Bill Murray the K"          | |
| 1979 | Meatballs                                     | Tripper Harrison             | Nominalizare — Genie Award for Best Performance by a Foreign Actor |
| 1980 | Where the Buffalo Roam                        | Dr. Hunter S. Thompson       | |
| 1980 | The Missing Link                              | Dragonul (voce)              | Nemenționat |
| 1980 | Caddyshack                                    | Carl Spackler                | |
| 1981 | Stripes                                       | Pvt. John Winger             | |
| 1982 | Tootsie                                       | Jeff Slater                  | |
| 1984 | Square Pegs                                   | Teacher                      | Serial TV |
| 1984 | Ghostbusters                                  | Dr. Peter Venkman            | Nominalizare — Golden Globe Award for Best Actor – Motion Picture Musical or Comedy |
| 1984 | Nothing Lasts Forever                         | Bus Conductor                | |
| 1984 | The Razor's Edge                              | Larry Darrell                | Also screenwriter |
| 1986 | Little Shop of Horrors                        | Arthur Denton                | |
| 1988 | She's Having a Baby                           | Himself                      | Uncredited |
| 1988 | Scrooged                                      | Francis Xavier "Frank" Cross | Nominalizare — Saturn Award for Best Actor |
| 1989 | Ghostbusters II                               | Dr. Peter Venkman            | |
| 1990 | Quick Change                                  | Grimm                        | Also co-director/producer |
| 1991 | What About Bob?                               | Bob Wiley                    | Nominalizare — MTV Movie Award for Best Comedic Performance |
| 1993 | Groundhog Day                                 | Phil Connors                 | Nominalizare — Saturn Award for Best Actor Nominalizare — MTV Movie Award for Best Comedic Performance |
| 1993 | Mad Dog and Glory                             | Frank Milo                   | |
| 1994 | Ed Wood                                       | Bunny Breckinridge           | |
| 1996 | Kingpin                                       | Ernie McCracken              | |
| 1996 | Larger than Life                              | Jack Corcoran                | |
| 1996 | Space Jam                                     | Himself                      | |
| 1997 | The Man Who Knew Too Little                   | Wallace Ritchie              | |
| 1998 | Wild Things                                   | Kenneth Bowden               | Los Angeles Film Critics Association Award for Best Supporting Actor |
| 1998 | Rushmore                                      | Herman Blume                 | American Comedy Award for Funniest Supporting Actor in a Motion Picture Independent Spirit Award for Best Supporting Male Los Angeles Film Critics Association Award for Best Supporting Actor National Society of Film Critics Award for Best Supporting Actor New York Film Critics Circle Award for Best Supporting Actor Satellite Award for Best Supporting Actor - Motion Picture Nominalizare — Chicago Film Critics Association Award for Best Supporting Actor Nominalizare — Chlotrudis Award for Best Supporting Actor Nominalizare — Golden Globe Award for Best Supporting Actor – Motion Picture |
| 1999 | Cradle Will Rock                              | Tommy Crickshaw              | Nominalizare — Chlotrudis Award for Best Supporting Actor Nominalizare — Satellite Award for Best Supporting Actor - Motion Picture |
| 2000 | Charlie's Angels                              | John Bosley                  | |
| 2000 | Hamlet                                        | Polonius                     | |
| 2001 | Osmosis Jones                                 | Frank Detorre                | |
| 2001 | The Royal Tenenbaums                          | Raleigh St. Clair            | Nominalizare — Phoenix Film Critics Society Award for Best Cast |
| 2003 | Lost in Translation                           | Bob Harris                   | BAFTA Award for Best Actor in a Leading Role Boston Society of Film Critics Award for Best Actor Chicago Film Critics Association Award for Best Actor Golden Globe Award for Best Actor – Motion Picture Musical or Comedy Independent Spirit Award for Best Lead Male Los Angeles Film Critics Association Award for Best Actor National Society of Film Critics Award for Best Actor New York Film Critics Circle Award for Best Actor Online Film Critics Society Award for Best Actor San Francisco Film Critics Circle Award for Best Actor Satellite Award for Best Actor - Motion Picture Musical or Comedy Seattle Film Critics Association Award for Best Actor Southeastern Film Critics Association Award for Best Actor Toronto Film Critics Association Award for Best Actor Washington D.C. Area Film Critics Association for Best Actor Nominalizare — Academy Award for Best Actor Nominalizare — Broadcast Film Critics Association Award for Best Actor Nominalizare — Chlotrudis Award for Best Actor Nominalizare — Irish Film and Television Award for Best International Actor Nominalizare — London Film Critics Circle Award for Best Actor Nominalizare — MTV Movie Award for Best Performance - Male Nominalizare — Phoenix Film Critics Society Award for Best Actor Nominalizare — Screen Actors Guild Award for Outstanding Performance by a Male Actor in a Leading Role |
| 2003 | Coffee and Cigarettes                         | Himself/Waiter               | Segment "Delirium" |
| 2004 | Garfield: The Movie                           | Garfield (voice)             | |
| 2004 | The Life Aquatic with Steve Zissou            | Steve Zissou                 | Nominalizare — Broadcast Film Critics Association Award for Best Cast Nominalizare — Satellite Award for Best Actor - Motion Picture Musical or Comedy |
| 2005 | Broken Flowers                                | Don Johnston                 | Nominalizare — Satellite Award for Best Actor - Motion Picture Musical or Comedy |
| 2005 | The Lost City                                 | The Writer                   | |
| 2006 | Garfield: A Tail of Two Kitties               | Garfield (voice)             | |
| 2007 | The Darjeeling Limited                        | The Businessman              | |
| 2008 | Get Smart                                     | Agent 13                     | |
| 2008 | City of Ember                                 | Mayor Cole                   | |
| 2009 | The Limits of Control                         | American                     | |
| 2009 | Fantastic Mr. Fox                             | Clive Badger (voice)         | |
| 2009 | Zombieland                                    | Himself                      | Scream Award for Best Ensemble Scream Award for Best Cameo Nominalizare—Detroit Film Critics Society for Best Ensemble Nominalizare—MTV Movie Award for Best WTF Moment |
| 2010 | Get Low                                       | Frank Quinn                  | Nominalizare — Dallas-Fort Worth Film Critics Association Award for Best Supporting Actor Nominalizare — Houston Film Critics Society Award for Best Supporting Actor Nominalizare — Independent Spirit Award for Best Supporting Male Nominalizare — Satellite Award for Best Supporting Actor – Motion Picture |
| 2011 | Passion Play                                  | Happy Shannon                | |
| 2012 | Moonrise Kingdom                              | Mr. Bishop                   | |
| 2012 | A Glimpse Inside the Mind of Charles Swan III | Saul                         | |
| 2012 | Hyde Park on Hudson                           | Franklin D. Roosevelt        | Nominalizare — Detroit Film Critics Society Award for Best Actor Nominalizare — Golden Globe Award for Best Actor – Motion Picture Musical or Comedy |
| 2013 | Alpha House                                   | Senator Vernon Smits         | TV series ("Pilot") |
| 2014 | The Monuments Men                             | Sgt. Richard Campbell        | Post-production |
| 2014 | The Grand Budapest Hotel                      | M. Ivan                      | Nominalizare—Screen Actors Guild Award for Outstanding Performance by a Cast in a Motion Picture |
| 2014 | St. Vincent                                   | Vincent MacKenna             | Nominalizare—Golden Globe Award for Best Actor – Motion Picture Musical or Comedy Nominalizare—Critics' Choice Movie Award for Best Actor in a Comedy |
| 2014 | Dumb and Dumber To                            | Ice Pick                     | Cameo |
| 2015 | Aloha                                         | Carson Welch                 | |
| 2015 | Rock the Kasbah                               | Richie Lanz                  | |
| 2015 | A Very Murray Christmas                       | Rolul său                    | Și scenarist și producător |
| 2016 | The Jungle Book                               | Baloo (voce)                 | |
| 2016 | Ghostbusters                                  | Martin Heiss                 | |
| 2018 | Isle of Dogs                                  | Boss                         | Voce |
| 2019 | The Dead Don't Die                            | Cliff Robertson              | |
| 2019 | Zombieland: Double Tap                        | rolul său                    | Post-producție |
| 2021 | Ghostbusters 2020                             | Dr. Peter Venkman            | Pre-producție |
| TBA  | The French Dispatch                           | Arthur Howitzer Jr.          | Post-producție |
| TBA  | On the Rocks                                  | Felix                        | Post-producție |